# Jacques Palinckx
Jacques „Jacq“ Palinckx (* 25. Februar 1959 in Tilburg) ist ein niederländischer Jazz- und Fusionmusiker (Gitarre, Komposition).

## Leben und Wirken
Palinckx, der als Jugendlicher Gitarrenunterricht erhielt, übte zunächst mit seinem jüngeren Bruder Bert Palinckx auf dem Dachboden. Seit 1983 traten sie gemeinsam als Palinckx & Palinckx auf und spielten zunächst experimentellen Jazz. 1984 erscheint das erste Album der Band, Maartse Buien. 1986 erweiterte sich die Formation zum Nonett Palinckx und spielte in den Niederlanden eine Reihe von Konzerten mit Material aus ihrer (da noch unveröffentlichten) LP Grrroeten; im Folgejahr erschien auch das Album Grrgroups. 1988 trat er mit seinem Bruder im Duo auf; auch begann er eine Zusammenarbeit mit Guus Janssen, mit dem er später auch die Oper Noach (1994) verfasste. 1989 entstand das Palinckxquartet, das neben Jacques und Bert Palinckx aus dem Posaunisten Joost Buis und dem Schlagzeuger Wim Janssen bestand und für Einflüsse aus der Rockmusik geöffnet war. 1992 entstand die stilistisch noch offenere CD Covers mit dem neuen Schlagzeuger Michael Vatcher; Jacques Palinckx erhielt den Podiumspreis der Stichting Jazz in Nederland. In der Folge wurde das Quartett um Sängerin Marylou Weijmans, den Turntablisten DNA (von Urban Dance Squad), den Saxophonisten Lol Coxhill und das Mondriaan Quartett erweitert. In veränderter Besetzung erschien 1996 das Album The Psychedelic Years. 
Ab 2001 schrieb Palinckx das Theaterstück Henry: De Driepersoonsman, das die Band zusammen mit dem Asko Ensemble und der Theatergruppe Drie Ons realisierte. Die Band widmete sich bis 2006 verschiedenen Projekten. Jacq Palinckx konzentrierte sich dann voll auf Aktivitäten bei der Musiktheatergruppe Drie Ons. Daneben spielte gelegentlich Solo-Performances. Er verfasste die Musik für den Dokumentarfilm Higgs, Into the Heart of the Imagination (Hannie van de Bergh und Jan van de Berg, 2009). Ab 2010 ist er Gastdozent am New Dutch Swing Programm der ArtEZ Academy for Visual Arts in Arnheim. Zudem bildete er ein neues Trio, mit Bruder Bert Palinckx am Bass und dem klassischen Schlagwerker Arnold Marinissen. Weiterhin nahm er an der Gruppenausstellung Contemporary Arcadia der Galerie Luycks in Tilburg teil. 2013 komponierte und realisierte er ein abendfüllendes Programm über Allen Ginsberg.